# Luigi Omodei

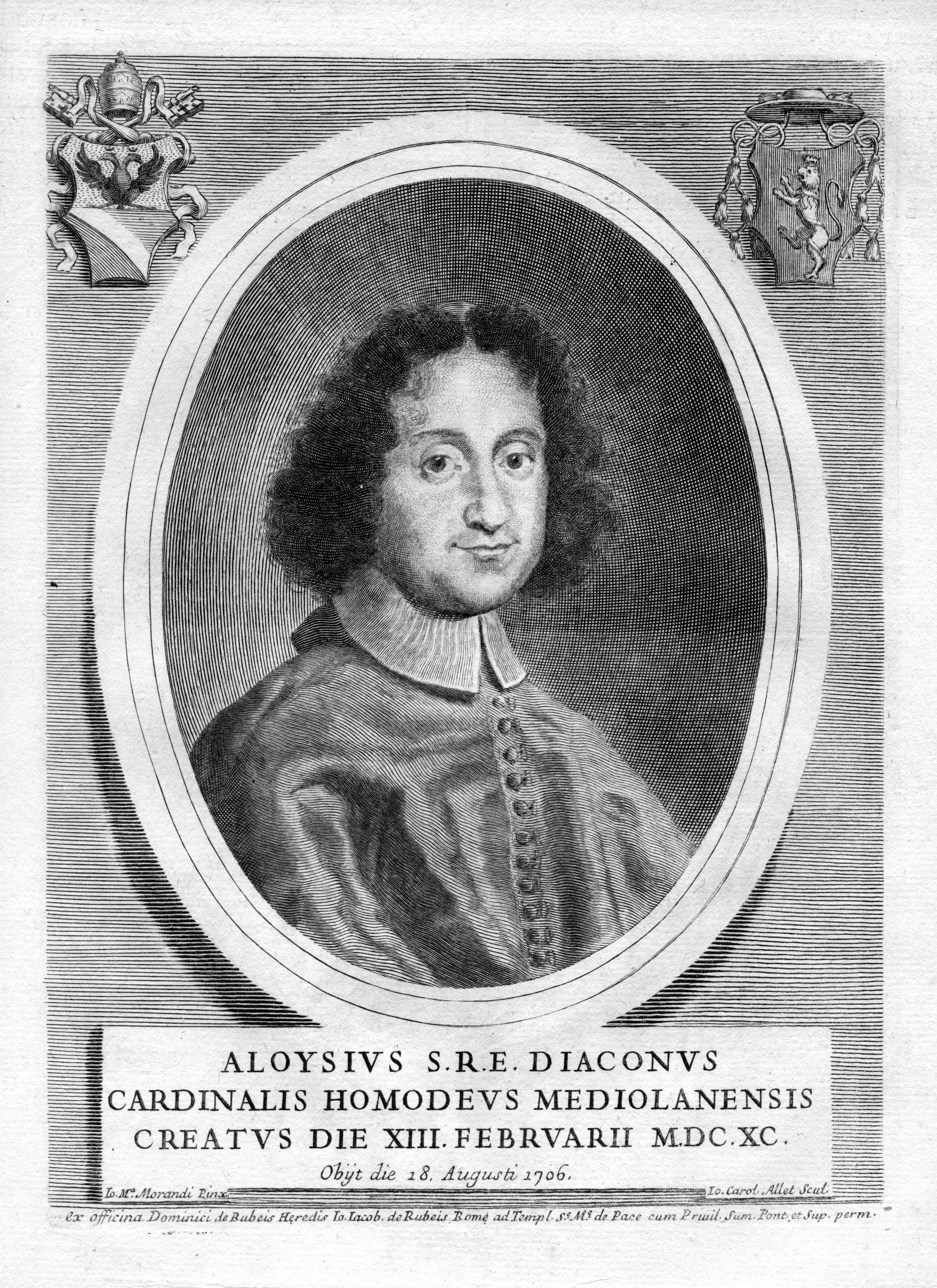
Luigi Kardinal Omodei (Porträtstich von Jean-Charles Allet, nach 1689)

Luigi Omodei (* 20. März 1657 in Madrid; † 18. August 1706 in Rom) war ein italienischer Kardinal.

## Biografie
Luigi Omodei wurde als Sohn von Agostino Omodei aus Mailand und Marchese von Almonacid in Spanien und dessen dritter Frau Maria Pacheco de Moura aus Madrid geboren. Die Familie seines Vaters war eine Mailänder Adelsfamilie, die die Markgrafschaft von Villanova und Piovera besaß. Kardinal Luigi Alessandro Omodei war sein Onkel und für die kirchliche Laufbahn von Luigi Omodei sehr wichtig.
Papst Alexander VIII. erhob ihn am 13. Februar 1690 zum Kardinal und ernannte ihn im April zum Kardinaldiakon von Santa Maria Portico Campitelli.
Omodei nahm an den Konklaven von 1691 und 1700 teil.